# Sánchez Mira
Sánchez Mira es un municipio filipino de tercera categoría perteneciente a la provincia de Cagayán.

## Geografía
Tiene una extensión superficial de 198.80 km² y según el censo del 2007, contaba con una población de 23.044 habitantes, 23.257 el día primero de mayo de 2010

### Barangayes
Sánchez Mira  se divide administrativamente en 18 barangayes o barrios, 17 de carácter rural y solamente uno de carácter urbano.
| - Bangan - Callungan - Centro I (Pob.) - Centro II (Pob.) - Dacal - Dagueray - Dammang - Kittag - Langagan | - Magacan - Marzan - Masisit - Nagrangtayan - Namuac - San Andrés - Santiago - Santor - Tokitok |

## Historia
Este municipio toma su nombre del general español Manuel Sánchez Mira.